# The Time Has Come (Christy Moore)
The Time Has Come è il nono album di Christy Moore, pubblicato dalla WEA Ireland Records nel 1983. Il disco fu registrato al Windmill Lane di Dublino (Irlanda).

## Tracce
Lato A
1. The Knock Song – 3:24 (Christy Moore)
2. Faithful Departed – 3:13 (Phillip Chevron)
3. Nancy Spain – 3:46 (Barney Rush)
4. Lanigans Ball – 3:14 (Christy Moore)
5. All I Remember – 2:52 (Mick Hanly)
6. Lakes of Pontchrtrain – 3:14 (Christy Moore)

Lato B
1. The Wicklow Boy – 3:48 (Christy Moore)
2. The Time Has Come – 3:18 (Christy Moore, Donal Lunny)
3. Go Move Shift – 2:28 (Ewan McColl)
4. Curragh of Kildare – 3:14 (Poema di Robert Burns, adattamento e arrangiamento di Christy Moore)
5. Sacco and Vanzetti – 3:03 (Woody Guthrie)
6. Section 31 – 2:53 (Christy Moore)
7. Only Our River Run Free – 2:54 (Mickey McConnell)

## Musicisti
- Christy Moore - voce, chitarra, bodhrán
- Donal Lunny - voce, chitarra, bodhràn, bouzouki, tastiere, percussioni
- Mandy Murphy - voce